# Het ei van de smartlapvogel
Het ei van de smartlapvogel is het 112de stripverhaal van Jommeke. De reeks wordt getekend door striptekenaar Jef Nys.

## Verhaal
De bekendste stad van Amerika, New York, heeft een splinternieuwe concerthal gebouwd. De muziekzaal zal geopend worden met een concert van Tita Telajora. In haar hotelkamer doet een muis Tita zo erg schrikken dat ze haar stem verliest. Ten einde raad contacteert ze Jommeke. Professor Gobelijn mag alweer naar een oplossing zoeken en gaat ijverig aan de slag. Na wat opzoekingen weet hij hoe Tita haar prachtige stem kan terugkrijgen.
Daarvoor heeft hij een ei van de zeldzame smartlapvogel nodig.

## Achtergronden bij het verhaal
- De zangeres Tita Telajora verscheen eerder al ten tonele in het album Tita Telajora en Het jubilee.